# Нирмал Пурджа
Нирмал Пурджа (наричан Нимс) е непалски алпинист от магарски етнос, носител на множество световни рекорди в алпинизма.
Роден е на 25 юли 1983 г. в село Дана, окръг Мягди, провинция Гандаки, Непал.
Служи в Special Boat Service (SBS) – елитно специално формирование в Кралските военноморски сили от Въоръжените сили на Великобритания.
Известен е с изкачването на всичките 14 осемхилядника на планетата в рамките на 6 месеца и 6 дни с помощта на допълнителен кислород, като по този начин подобрява предишния рекорд от 8 години. Той е и първият човек, достигнал върховете Еверест, Лхотце и Макалу за период от 48 часа.
На 16 януари 2021 година Пурджа и 9 непалски шерпи осъществяват първото успешно зимно изкачване на К2.
И рекордно бързото изкачване на осемхилядниците, и зимното изкачване на К2 осъществява редом с шерпите, а не като техен клиент.
Награден е с Ордена на Британската империя от кралица Елизабет II за постиженията му във високопланинския алпинизъм на 9 юни 2018 г.
| Phase                                 | Gipfel |
| ------------------------------------- | --- |
| Фаза 1 (Април – май 2019 г.)          | - Анапурна (8091 м, Непал, 23. април 2019) - Дхаулагири (8167 м, Непал) - Кангчендзьонга (8586 м, Непал, Индия) - Лхотце (8513 Непал, Тибет) - Макалу (8485 м, Непал, Китай) - Еверест (8849 м, Непал, Китай, 24. май 2019) |
| Фаза 2 (юли 2019 г.)                  | - Нанга Парбат (8125 м, Пакистан, 3. юли 2019) - Гашербрум I (8080 м, Пакистан, 15. юли 2019) - Гашербрум II (8034 м, Пакистан, 18. юли 2019) - K2 (8611 m, Пакистан, 24. юли 2019). Според Нимс са били необходими само 18 часа от базовия лагер до върха. - Броуд Пик (8051 м, Пакистан, 26. юли 2019). |
| Фаза 3 (септември – октомври 2019 г.) | - Чо Ою (8188 м, Тибет, Китай, 23. септември 2019) - Манаслу (8163 м, Непал, 27. септември 2019) - Шишапангма (8027 м, Тибет, Китай, 29. октомври 2019). Тази планина, която се намира изцяло на китайско-тибетска територия е проблемна, тъй като китайските власти обявяват, че всички туристи ще трябва да напуснат Тибет до 1 октомври 2019 г. Нимс обаче успява да преодолее ограниченията и с помощта на непалското правителство успя да убеди китайските власти да направят изключение за него. |